# Неум
Неум (на босненски: Neum) е единственият крайбрежен морски град на Босна и Херцеговина. Влиза в състава на Херцеговско-неретвански кантон от Федерация Босна и Херцеговина.
Покрай града има брегова линия с дължина 24,5 km, която е единствената връзка на страната с Адриатическо море. Има население от 1993 души според преброяването от 1991 г.
Градът е административен център на община Неум с население ок. 4800 души.

## География
Намира се на около 60 km от Дубровник и 70 km от Мостар. Община Неум разкъсва територията на Хърватия на 2 части в резултат от решение на Карловацкия конгрес от 1699 г., предизвикано от Дубровнишката република с цел тясната крайбрежна ивица османска земя да отделя нейните владения в Далмация от тези на конкурентната Венецианска република.

### Климат
Неум има дълги, топли лета и кратки, меки зими. Средните температури са от 13 °C през януари до 32 °C през юли.